# Indotritia allocotos
Indotritia allocotos är en kvalsterart som beskrevs av Wojciech Niedbała 2004. Indotritia allocotos ingår i släktet Indotritia och familjen Oribotritiidae. Inga underarter finns listade i Catalogue of Life.